# Чумаки (Шахтёрский городской совет)
Чумаки (укр. Чумаки) — посёлок, входит в Шахтёрский городской совет Донецкой области Украины. Находится под контролем самопровозглашённой Донецкой Народной Республики.

## География
В Донецкой области имеется одноимённый населённый пункт — село Чумаки в Старобешевском районе.

#### Соседние населённые пункты по странам света
С: Стожковское
СЗ: —
СВ: Стожково
З: Винницкое
ЮЗ:  Кищенко
Ю:  Дорофеенко, Заречное, Виктория, город Шахтёрск
ЮВ: —
В: Контарное

## Население
Население по переписи 2001 года составляло 19 человек.

## Общая информация
Телефонный код — 6255. Код КОАТУУ — 1415346405.